# Спортінг (Бафата)
Спортінг Клубе ді Бафата або Спортінг (Бафата) (порт. Sporting Clube de Bafatá) — професіональний футбольний клуб з Гвінеї Бісау, який базується в місті Бафата, столиці однойменної провінції.

## Історія
Він був заснований в 1937 році португальцями, які вболівали за португальську Брагу, але проживали в місті Бафата в Гвінеї-Бісау, двічі вигравав чемпіонат, але, тим не менш, не зміг взяти участь в континентальних турнірах.
Свій єдиний шанс взяти участь у континентальних турнірах КАФ не змогли використати через фінансові проблеми, тому змушені були покинути Лігу чемпіонів КАФ 2009 року (мали зустрітися в попередньому раунді з Клуб Африкен із Тунісу).

## Стадіон
Клубні кольори: зелений та білий, домашні матчі клуб проводить на стадіоні «Ештадіу да Роша» в Бафаті, який вміщує 5 000 уболівальників.

## Досягнення
- Національний чемпіонат Гвінеї-Бісау:
  -  Чемпіон (2): 1987, 2008
  -  Бронзовий призер (1): 2003

## Виступи в континентальних турнірах
- Ліга чемпіонів КАФ:

2009 — знявся